# Hôtel d'Europe
L'Hôtel d'Europe est un hôtel cinq étoiles situé au centre de la vieille ville historique d'Avignon, dans le département français de Vaucluse en région Provence-Alpes-Côte d'Azur. 
Hôtel depuis 1799, il est considéré comme l'un des plus anciens hôtels de France.

## Histoire

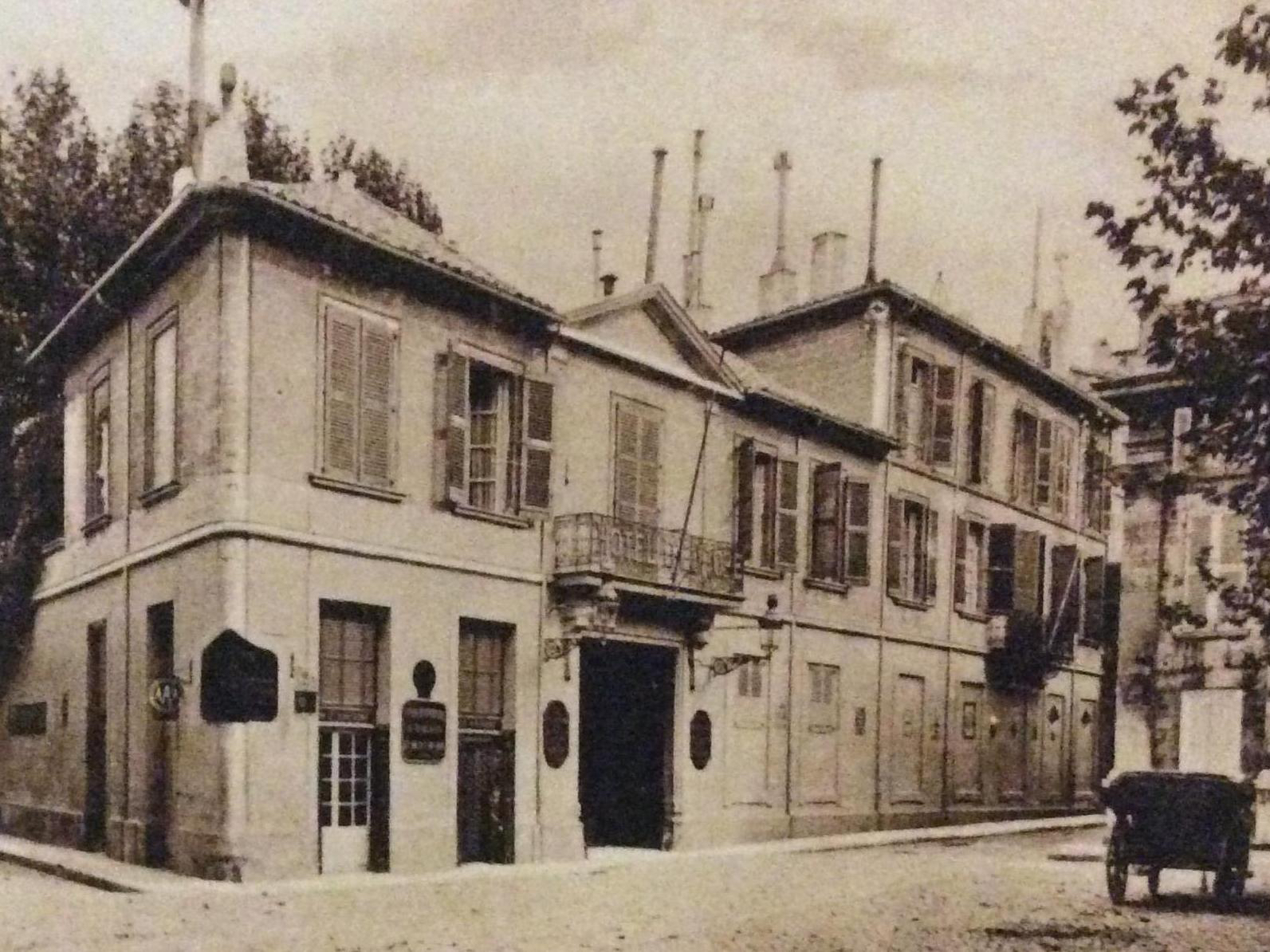
L'Hôtel d'Europe au XIX

L'Hôtel d'Europe est un bâtiment originellement de la fin du XVIe siècle. La maison appartient à diverses familles de notables du Comtat Venaissin avant d'appartenir à la famille de Boutin de Valouse.
François de Boutin de Valouse réalisera en 1740 de grands travaux qui transformeront fortement le bâtiment. Ce dernier prendra alors l'allure d'un hôtel particulier de style résolument classique. Cette architecture a été très peu changée jusqu'à aujourd'hui.
En 1775, le bâtiment devient l'hôtel de Graveson lorsqu'il est racheté en 1775 par Jean-Baptiste de Graveson, descendant d'Antoine d'Amat de Graveson, marié en 1652 avec Marguerite de Crillon, elle-même descendante de Louis Des Balbes de Berton de Crillon, dont la place Crillon d'Avignon tient le nom.
En face de l'Hôtel de Graveson, de l'autre côté de la place Crillon, existait jadis l'hôtel du Palais Royal, possession de Claude Pierron et de son épouse Catherine. C'est dans cet hôtel que le Maréchal Brune sera assassiné en 1815. Le 25 septembre 1799, à la mort de son mari, Catherine Pierron rachète l'hôtel de Graveson qui deviendra par ses soins, la même année, l'Hôtel d'Europe.
L'Hôtel d'Europe est de ce fait l'un des plus anciens établissements hôteliers subsistants de France.
L'hôtel connait rapidement une bonne réputation, peut-être à cause du sens commercial de Catherine, mais aussi parce que sa cour incite les voyageurs à s'y arrêter. En outre, il n'est qu'à une très faible distance du Rhône.
En 1830, le fils de Catherine Pierron, Narcisse, qui a déjà 47 ans, se marie. À titre de dot, sa mère alors âgée de 74 ans, lui lègue l’hôtel. Il sera lui aussi un administrateur dynamique et talentueux.
En 1854, avec l’ouverture des lignes ferroviaires entre Marseille et Avignon puis entre Paris et Avignon, la gare étant construite de l’autre côté de la ville, l’Hôtel d'Europe se trouvera excentré. Ne se laissant pas faire, Narcisse Pierron, à 71 ans, ira jusqu’à mettre à la disposition de ses clients un omnibus pouvant les transporter de la gare à l’hôtel. Ce fut l'une des premières lignes d'omnibus de la ville.
À la mort de Narcisse en 1855 c’est sa fille Marie-Rose qui reprendra le flambeau avec son mari Emile Perre jusqu’à sa propre mort en 1874 .
En 1884 l'Hôtel d'Europe et les biens de Marie-Rose Perre seront vendus aux enchères et adjugés à l’un des petits enfants du couple, Marie Joseph Narcisse Perre.
En 1904, le téléphone est installé à l’hôtel qui sera l’un des trois premiers hôtels de la ville à être connecté.
Pendant la Seconde Guerre mondiale, l'Hôtel d'Europe sera réquisitionnés par les troupes allemandes du 19 novembre 1942 au 23 aout 1944.

## Hôtes historiques

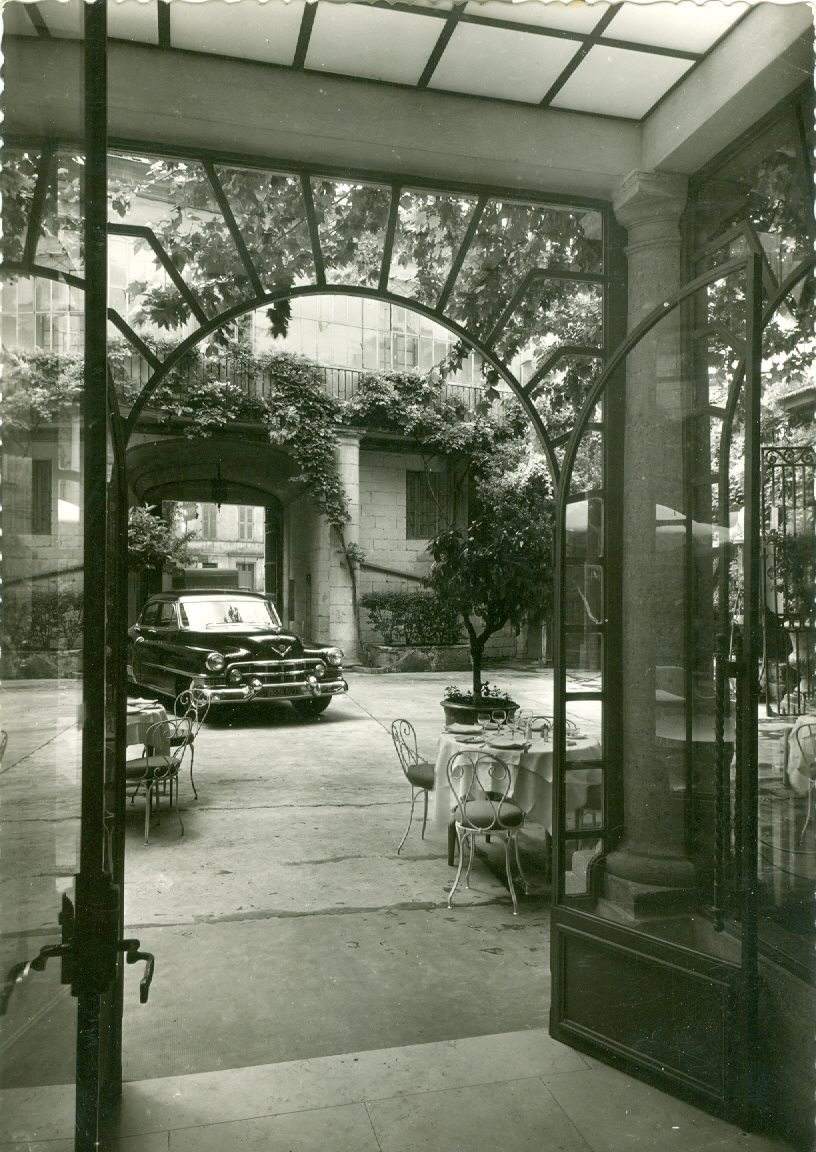
La cour de l'Hôtel d'Europe

Le premier hôte de marque à séjourner à l'Hôtel d'Europe est le général Bonaparte, lors de son retour de la campagne d'Égypte.
Le prochain grand homme à fréquenter l'hôtel, au début du XVIIIe siècle est le duc de Gloucester et d'Edimbourg, puis, de novembre 1822 à février 1823, Marguerite Power, femme de lettres.
Le 25 septembre 1839, Victor Hugo accompagné de Juliette Drouet y séjourne. Le couple arrive par voie fluviale de Lyon et repart deux jours plus tard pour Arles. Ils y séjourneront de nouveau lors de leur voyage retour.
Quelques années plus tard (1843) c'est le cardinal Pecci, futur pape Léon XIII qui y fait étape. Puis, en 1850, le premier archevêque de Westminster, Nicholas Wiseman.
En 1858, l’Hôtel d'Europe accueille longuement l’économiste John Stuart Mill et son épouse Harriet Taylor Mill qui y décède le 4 novembre de la même année.
De novembre 1893 à février 1894, le musicien Jules Massenet loue sept chambres pour travailler à la partition de La Navarraise. Durant son séjour il recevra le poète provencal Félix Gras.
Au XXe siècle, l’'Hôtel d'Europe recevra le « comte de Paris », S.A.S. le prince Rainier III de Monaco, S.A.R. le roi Léopold III de Belgique, S.A.S. le roi du Népal Birendra Bir Bikram Shah Dev, l’Aga Khan III et le prince Ali Khan, Mgr le prince Humbert Ier d'Italie[Information douteuse] et S.A.I.R. l’archiduc Otto de Habsbourg.
S’y ajoutent Vincent Auriol, les hommes de lettres Blasco Ibanez, Jean Cocteau, Conan Doyle, Ernest Hemingway, Eugène Ionesco, Somerset Maugham, Jules Romains, les peintres Bernard Buffet, Salvador Dalí, Kees van Dongen, Pablo Picasso, le monde du cinéma avec Bourvil, Charlie Chaplin, Gary Cooper, Douglas Fairbanks Jr., Fernandel, Victor Francen, Louis de Funès, Walt Disney, René Clair, Elvire Popesco, Orson Welles, la chanson avec Georges Brassens, Édith Piaf ou Tino Rossi, et bien d’autres tels que Christian Dior ou Eleanor Roosevelt.

## L'hôtel aujourd'hui
L'hôtel compte 39 chambres et 5 suites. Certaines suites ont une terrasse avec vue sur le Palais des papes.
L'hôtel possède de nombreux objets témoins de son histoire.

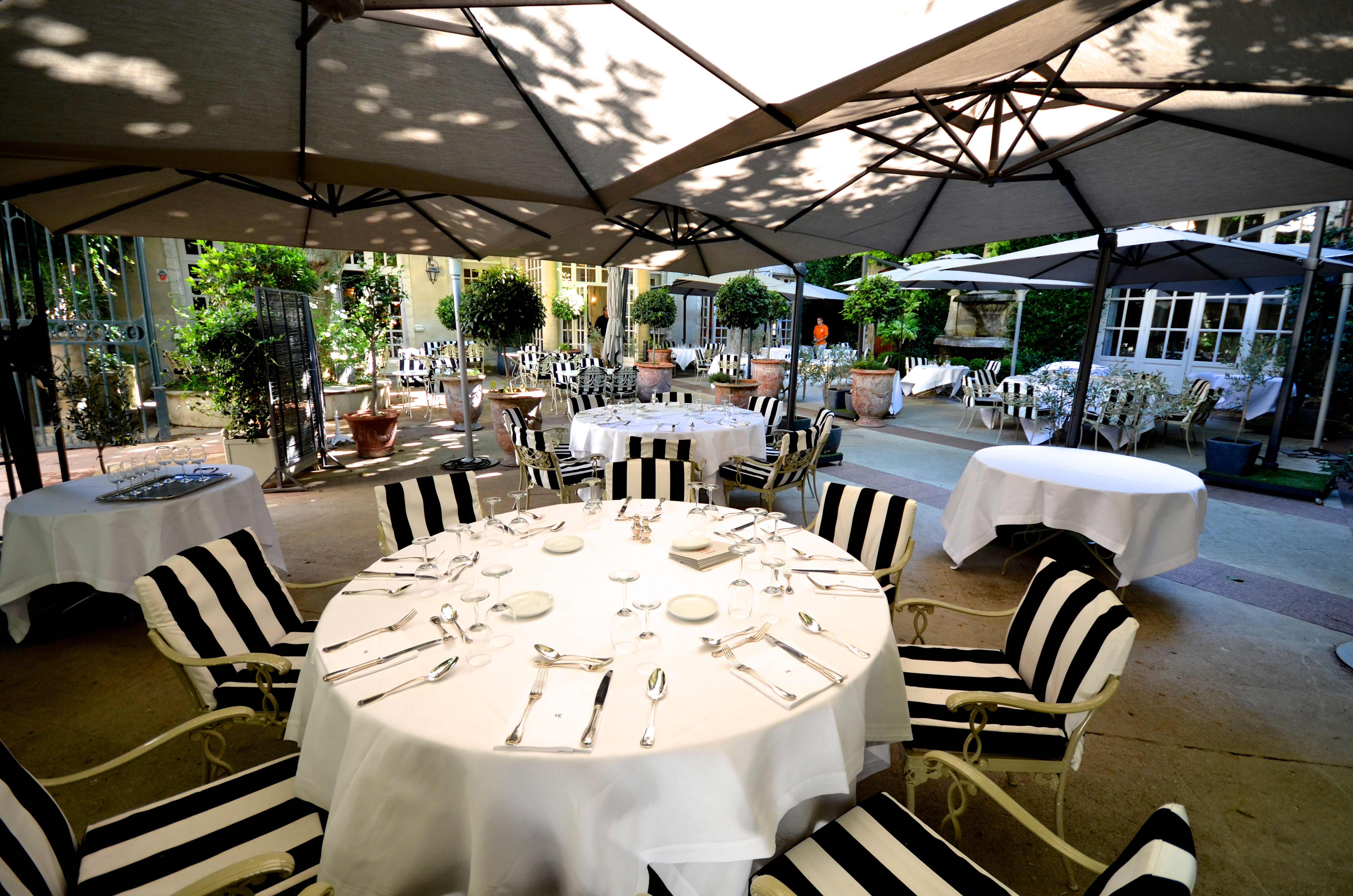
La cour aujourd'hui
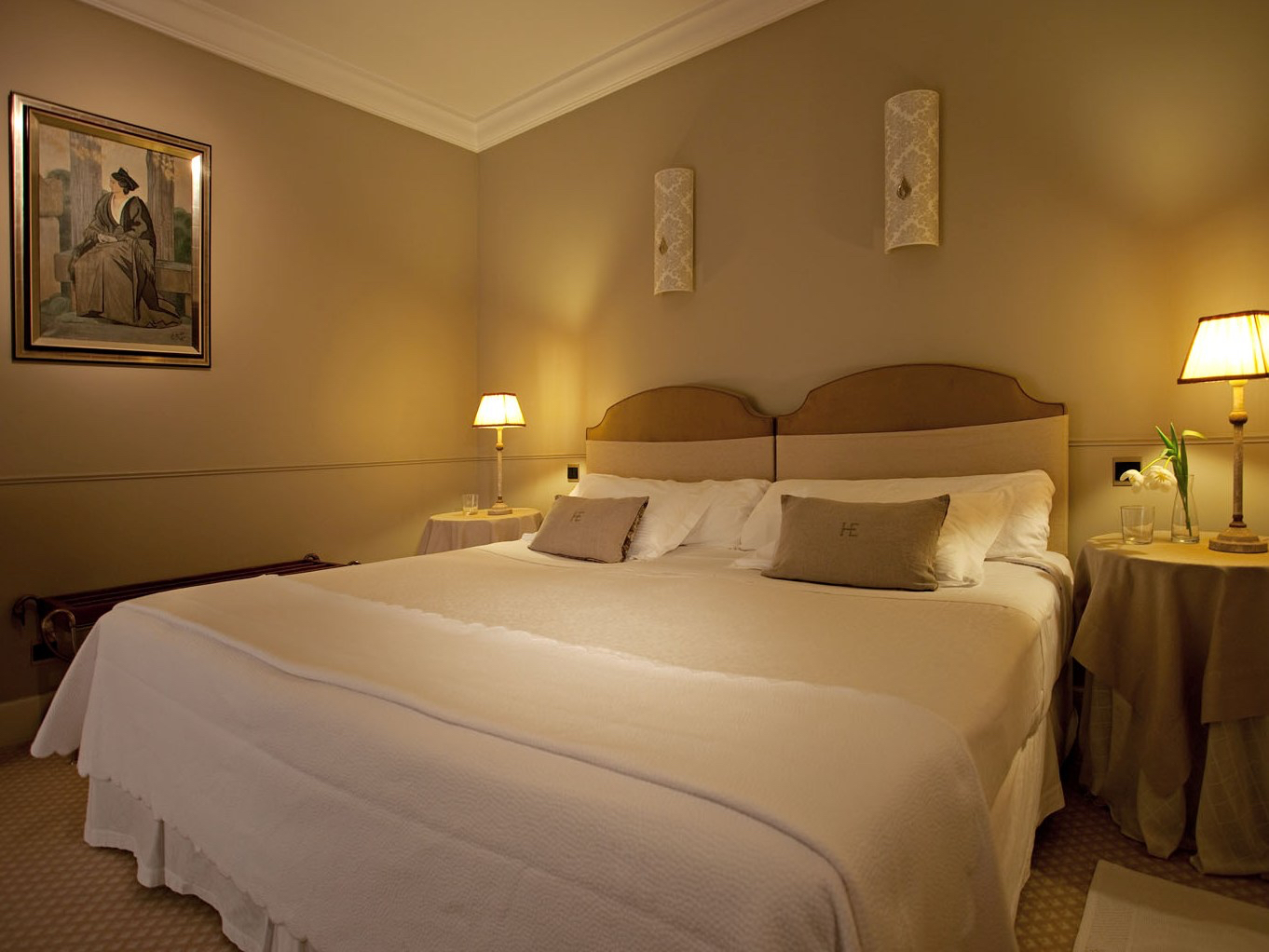
Une chambre